# Contea di Guangling
La contea di Guangling (广灵县S, Guǎnglíng XiànP) è una contea della Cina, situata nella provincia dello Shanxi e amministrata dalla prefettura di Datong.